# 1982.
◄ | 19. stoljeće | 20. stoljeće | 21. stoljeće | ►
◄ | 1950-ih | 1960-ih | 1970-ih | 1980-ih | 1990-ih | 2000-ih | 2010-ih | ►
◄◄ | ◄ | 1979. | 1980. | 1981. | 1982. | 1983. | 1984. | 1985. | ► | ►►
Arhitektura • Astronautika • Astronomija • Biologija • Film • Fotografija • Glazba • Kazalište • Kemija • Kiparstvo • Knjige • Književnost • Kršćanstvo • Meteorologija • Medicina • Planinarstvo • Politika • Pravo • Promet • Slikarstvo • Strip • Šport • Televizija • Znanost • Zrakoplovstvo • Željeznički promet

## Rođenja

### Siječanj – ožujak
- 4. siječnja – Damir Habijan, hrvatski političar
- 4. siječnja – Tomislav Mikulić, hrvatski nogometaš
- 5. siječnja – Janica Kostelić, hrvatska skijašica
- 8. siječnja – Gaby Hoffmann, američka glumica
- 10. siječnja – Ana Lajevska, meksičko-ukrajinska glumica
- 15. siječnja – Josip Pavić, hrvatski vaterpolist
- 22. siječnja – Sedef Avci, turska glumica
- 10. veljače – Tatjana Jurić, hrvatska televizijska i radijska voditeljica
- 12. veljače – Dijana Vidušin, hrvatska kazališna, televizijska i filmska glumica
- 17. veljače – Adriano, brazilski nogometaš
- 25. veljače – Kimberly Caldwell, američka pjevačica i glumica
- 6. ožujka – Danijel Popović (nogometaš), hrvatski U21 nogometni reprezentativac (†2002.)
- 8. ožujka – Katerina Kalitko, ukrajinska književnica
- 11. ožujka – Thora Birch, američka glumica
- 22. ožujka – Michael Janyk, kanadski alpski skijaš

### Travanj – lipanj
- 10. travnja – Chyler Leigh, američka glumica
- 14. travnja – Mislav Karoglan, hrvatski nogometaš i trener
- 22. travnja – Kaká, brazilski nogometaš
- 22. travnja – Maja Katić, hrvatska glumica
- 24. travnja – Kelly Clarkson, američka pjevačica i glumica
- 30. travnja – Lloyd Banks, američki reper
- 1. svibnja – Darijo Srna, hrvatski nogometaš
- 4. svibnja – Matija Kluković, hrvatski filmski redatelj, scenarist i montažer
- 11. svibnja – Cory Monteith, kanadski glumac i pjevač († 2013.)
- 1. lipnja – Justine Henin, belgijska tenisačica
- 3. lipnja – Jelena Isinbajeva, ruska atletičarka i časnica ruske vojske
- 10. lipnja – Tara Lipinski, američka klizačica

### Srpanj – rujan
- 1. srpnja – Hilarie Burton, američka glumica
- 5. srpnja – Tuba Büyüküstün, turska glumica
- 8. srpnja – Sophia Bush, američka glumica
- 23. srpnja – Paul Wesley, poljsko-američki glumac
- 17. kolovoza – Mark Salling, američki glumac i pjevač
- 2. rujna – Bergüzar Korel, turska glumica
- 12. rujna – Vanja Udovičić, srbijanski vaterpolist
- 15. rujna – Matija Jakšeković, hrvatski glumac
- 27. rujna – Lil Wayne, američki hip-hoper
- 28. rujna – Nolwenn Leroy, francuska pjevačica

### Listopad – prosinac
- 30. listopada – Edin Terzić, njemačko-hrvatski nogometni trener
- 3. studenoga – Jevgenij Plušenko, ruski klizač
- 12. studenoga – Anne Hathaway, američka glumica
- 12. studenoga – Petra Kurtela, hrvatska glumica
- 28. studenoga – Korana Gvozdić, hrvatska televizijska voditeljica
- 5. prosinca – Keri Hilson, američka pjevačica
- 5. prosinca – Marija Omaljev Grbić, hrvatska glumica
- 8. prosinca – Nicki Minaj, američka pjevačica
- 19. prosinca – Tero Pitkämäki, finski atletičar

## Smrti

### Siječanj – ožujak
- 1. siječnja – Frano Kršinić, hrvatski kipar (* 1897.)
- 2. siječnja – Ivana Lang, hrvatska skladateljica (* 1912.)
- 2. siječnja – Nikola Šop, hrvatski pjesnik, prozaist i prevoditelj (* 1904.)
- 16. siječnja – Josip Andreis, hrvatski muzikolog (* 1909.)
- 6. veljače – Ivica Gajer, hrvatski nogometaš i nogometni trener (* 1909.)
- 18. veljače – Djuna Barnes, američka književnica (* 1892.)
- 5. ožujka – Viktor Leljak, hrvatski glumac (* 1900.)

### Travanj – lipanj
- 24. travnja – Ville Ritola, finski atletičar (* 1896.)
- 29. svibnja – Romy Schneider, austrijsko-njemačka glumica (* 1938.)

### Srpanj – rujan
- 12. kolovoza – Henry Fonda, američki glumac (* 1905.)
- 15. kolovoza – Axel Hugo Theodor Theorell, švedski znanstvenik nobelovac, (* 1903.)
- 23. kolovoza – Alberto Cavalcanti, brazilski filmski redatelj (* 1897.)
- 29. kolovoza – Ingrid Bergman, švedska filmska i kazališna glumica (* 1919.)
- 14. rujna – Grace Patricia Kelly, američka glumica i monegaška princeza (* 1929.)

### Listopad – prosinac
- 8. listopada – Philip Noel-Baker, britanski političar, diplomat, humanista i sportaš (* 1889.)
- 14. listopada – Tihomir Polanec, hrvatski kazališni, filmski i televizijski glumac (* 1935.)
- 16. listopada – Jakov Gotovac, operni dirigent i skladatelj (* 1895.)
- 16. listopada – Mario del Monaco, talijanski operni pjevač (* 1915.)
- 25. listopada – Karl Bruckner, austrijski književnik (* 1906.)
- 26. listopada – Nikša Allegretti, hrvatski fiziolog i imunolog  (* 1920.)
- 8. studenoga – Jacques Tati, francuski redatelj i glumac (* 1907.)
- 10. studenoga – Leonid Brežnjev, sovjetski političar (* 1906.)
- 19. studenoga – Erving Goffman, američki sociolog (* 1922.)
- 14. prosinca – Petrus Pavlicek, austrijski svećenik (* 1902.)
- 17. prosinca – Karel Šejna, češki dirigent i kontrabasist (* 1896.)
- 20. prosinca – Arthur Rubinstein, američki pijanist poljskog porijekla (* 1887.)

## Nobelova nagrada za 1982. godinu
- Fizika: Kenneth G. Wilson
- Kemija: Aaron Klug
- Fiziologija i medicina: Sune K. Bergström, Bengt I. Samuelsson i John Robert Vane
- Književnost: Gabriel García Márquez
- Mir: Alva Myrdal i Alfonso García Robles
- Ekonomija: George Stigler

## Vanjske poveznice
|  | Zajednički poslužitelj ima još gradiva o temi 1982. |